# Altınekin
Altınekin là một huyện thuộc tỉnh Konya, Thổ Nhĩ Kỳ. Huyện có diện tích 1449 km² và dân số thời điểm năm 2007 là 14874 người, mật độ 10 người/km².